# Sporerstraße
Die Sporerstraße in München liegt in der Altstadt und verläuft von der Weinstraße zur Südostecke des Frauenplatzes.

## Geschichte
Der Name geht auf das Handwerk zurück, das hier im 19. Jahrhundert vorzugsweise getrieben wurde; die Straße hieß früher auch »Schlossergässel« und in noch älterer Zeit »Frauengässel«. Das Handwerk der Sporer (= Spornmacher) stellte auch Trensen, Steigbügel usw. her.

## Lage
Die Sporerstraße verläuft von der Weinstraße in Höhe der Mitte der Ostseite des Neuen Rathauses zur Südostecke des Frauenplatzes und ist Fußgängerzone. An dieser Ecke geht die sehr schmale Thiereckstraße nach Süden zur Kaufinger Straße ab, In der Sporerstraße befinden sich Restaurants und Modegeschäfte.

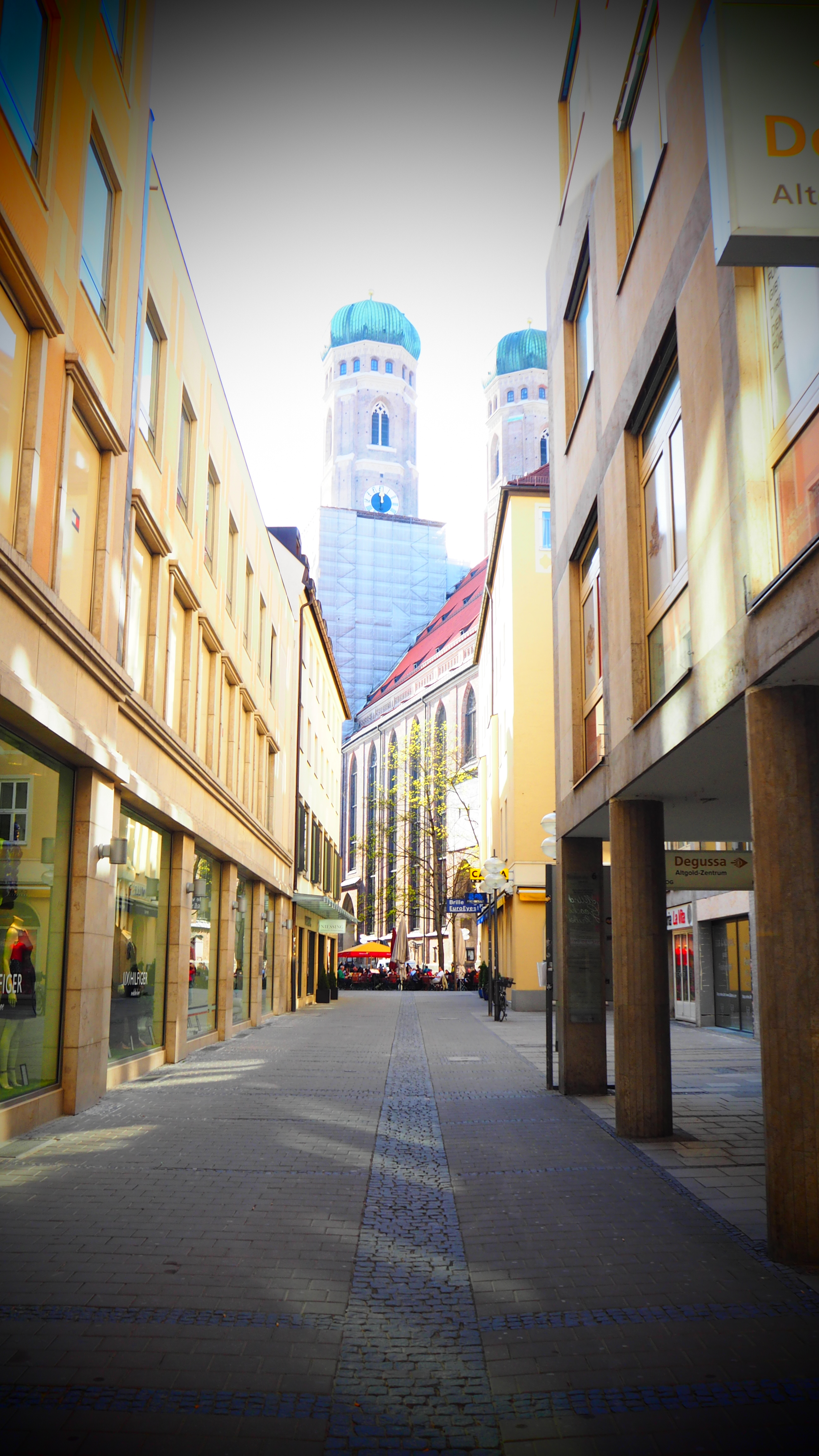
Sporerstraße mit Blick auf den Frauenplatz
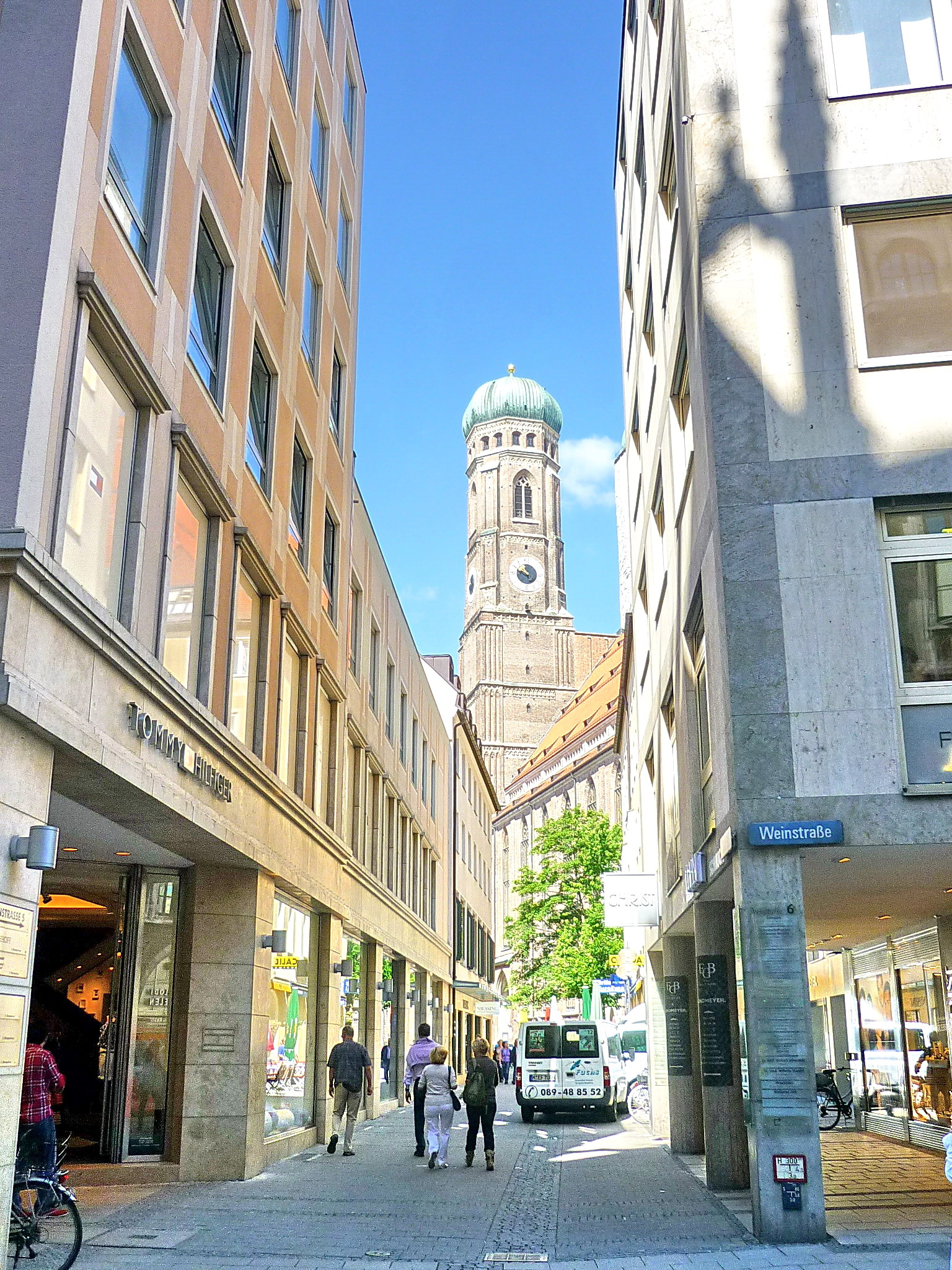
Sporerstraße Ecke Weinstraße
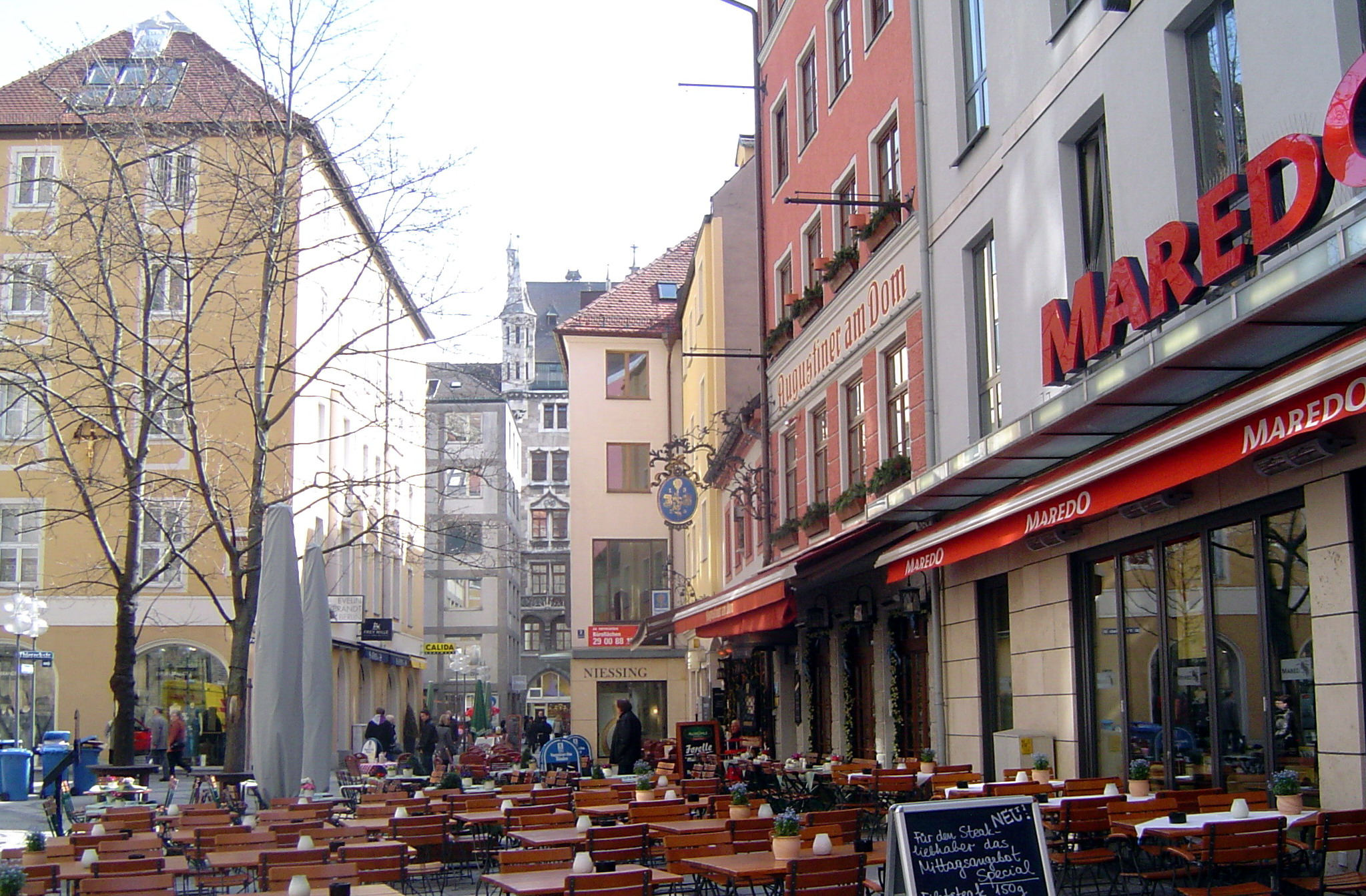
Blick vom Frauenplatz in die Sporerstraße
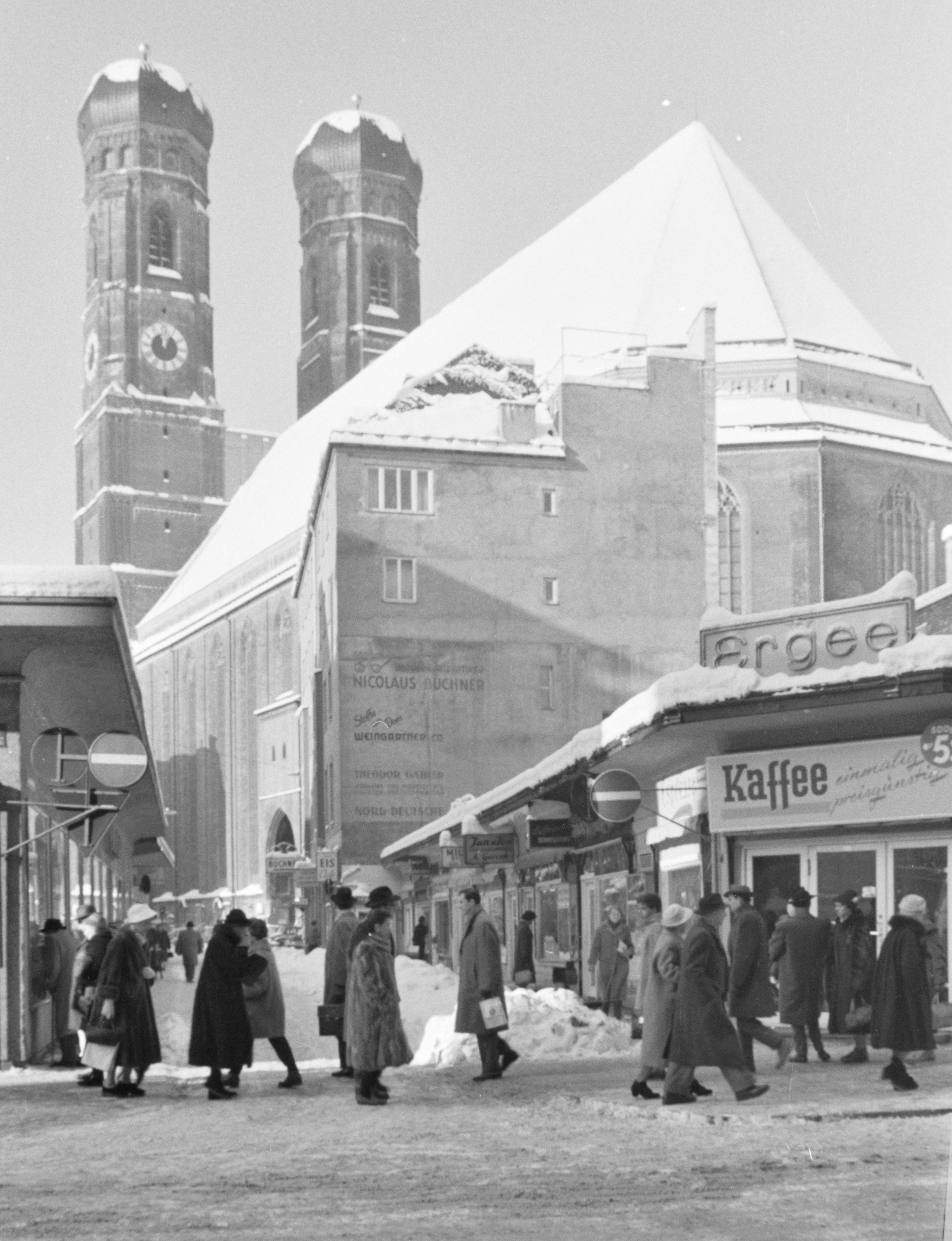
Die Sporerstraße im Jahr 1959